# Andesia errata
Andesia errata är en fjärilsart som beskrevs av Köhler 1979. Andesia errata ingår i släktet Andesia och familjen nattflyn. Inga underarter finns listade i Catalogue of Life.